# La Louptière-Thénard
La Louptière-Thénard est une commune française, située dans le département de l'Aube en région Grand Est.

## Géographie
|                                  |                      | Traînel   |
| Fontaine-Fourches Seine-et-Marne | La Louptière-Thénard |           |
|                                  | Perceneige Yonne     | Trancault |

La Louptière-Thénard se situe à 15 km au sud de Nogent-sur-Seine (département de l'Aube), 30 km au nord de Sens (département de l'Yonne), commune limitrophe des départements de Seine-et-Marne et de l'Yonne. Elle est traversée par plusieurs sentiers pédestres qui passent dans et aux alentours du village.
La commune a adjoint à son nom sept fois centenaire, celui de Thénard, en mémoire du célèbre chimiste le Baron Louis-Jacques Thénard (°1777+1857), fils de fermiers de la paroisse arrivés de Granges-le-Bocage et inventeur de l'eau distillée.
La Louptière-Thénard est indissociable de son village voisin : Le Plessis-Gatebled. Les deux communes ont fusionné en 1971. Bien que différent le Plessis est associé à la Louptière, suivant le village dans son administration, ses manifestations et festivités.

### Toponymie
Attestée sous la forme La Louvetière en 1222. Le décret du 20 novembre 1864 autorisait l'ajout de Thénard en hommage à Louis Jacques Thénard qui y naquit.
Son nom doit son origine aux nombreux loups qui fréquentaient l'endroit (loup-tière). S'il n'y a plus de loups depuis longtemps, une pierre dite « pierre aux loups », reposant dans une propriété, témoigne de leur passage.
Le lieu-dit Les Bordes est habité en 1481 ; Charnoy en 1489.
Le grand chemin de Sens, venu de Fleurigny et Vallières, passe par le lieu-dit Vaumymbert en 1565.
Le cadastre de 1839 cite au territoire les Barres, les Bordes, Beauregard, Pierre-aux-Lièvre et Reveillon.

### Hydrographie
La commune est dans la région hydrographique « la Seine de sa source au confluent de l'Oise (exclu) » au sein du bassin Seine-Normandie. Elle n'est drainée par aucun cours d'eau,.

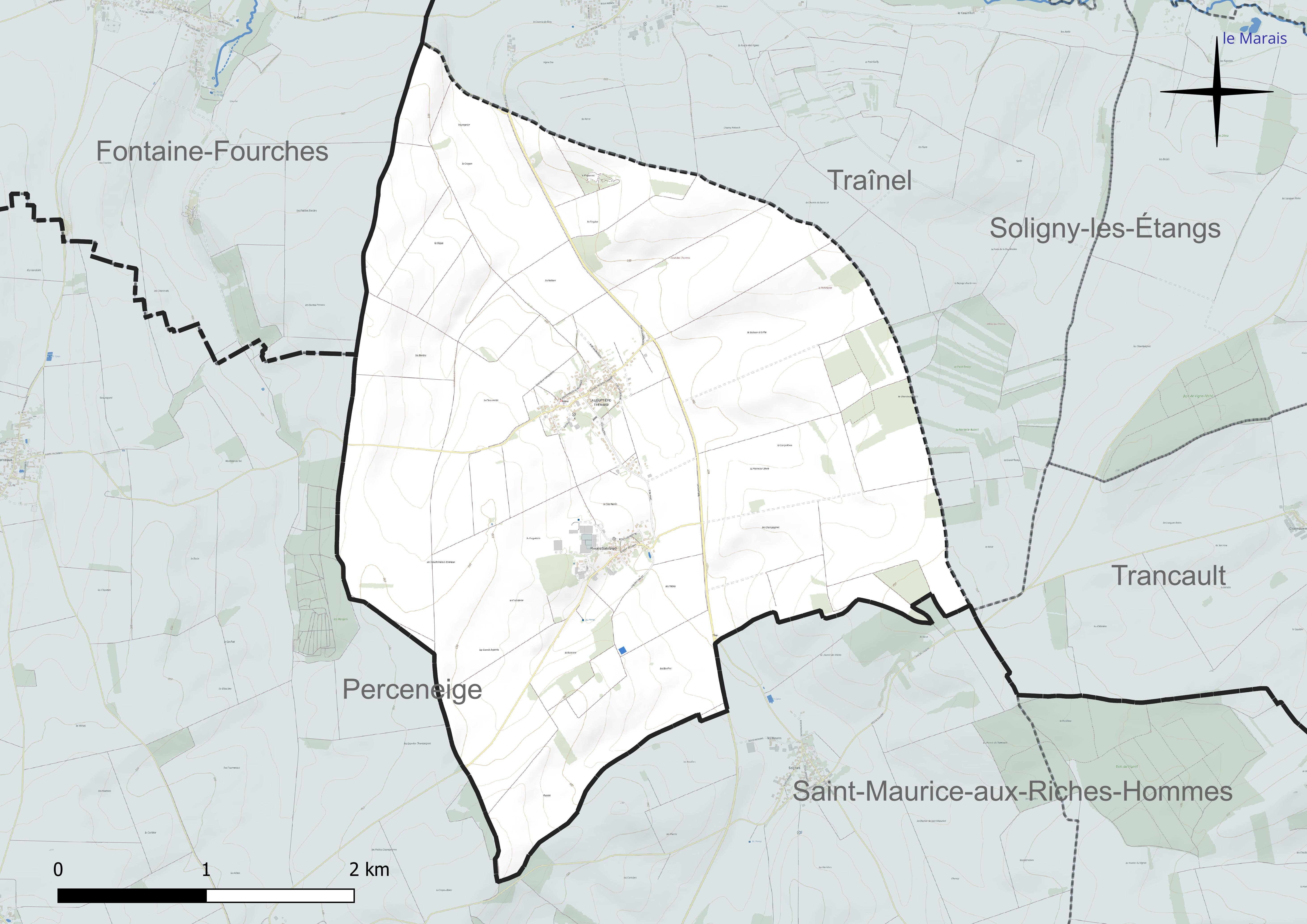
Réseau hydrographique de la Louptière-Thénard.

### Climat
Pour des articles plus généraux, voir Climat du Grand Est et Climat de l'Aube.
En 2010, le climat de la commune est de type climat océanique dégradé des plaines du Centre et du Nord, selon une étude du Centre national de la recherche scientifique s'appuyant sur une série de données couvrant la période 1971-2000. En 2020, Météo-France publie une typologie des climats de la France métropolitaine dans laquelle la commune est exposée à un climat océanique altéré et est dans la région climatique Nord-est du bassin Parisien, caractérisée par un ensoleillement médiocre, une pluviométrie moyenne régulièrement répartie au cours de l’année et un hiver froid (3 °C).
Pour la période 1971-2000, la température annuelle moyenne est de 10,7 °C, avec une amplitude thermique annuelle de 15,7 °C. Le cumul annuel moyen de précipitations est de 699 mm, avec 11,7 jours de précipitations en janvier et 7,6 jours en juillet. Pour la période 1991-2020, la température moyenne annuelle observée sur la station météorologique de Météo-France la plus proche, « Bouy-sur-Orvin », sur la commune de Bouy-sur-Orvin à 5 km à vol d'oiseau, est de 11,4 °C et le cumul annuel moyen de précipitations est de 635,9 mm. 
La température maximale relevée sur cette station est de 42,4 °C, atteinte le 25 juillet 2019 ; la température minimale est de −20,5 °C, atteinte le 17 janvier 1985,,.
Les paramètres climatiques de la commune ont été estimés pour le milieu du siècle (2041-2070) selon différents scénarios d'émission de gaz à effet de serre à partir des nouvelles projections climatiques de référence DRIAS-2020. Ils sont consultables sur un site dédié publié par Météo-France en novembre 2022.

## Urbanisme

### Typologie
Au 1er janvier 2024, La Louptière-Thénard est catégorisée commune rurale à habitat dispersé, selon la nouvelle grille communale de densité à 7 niveaux définie par l'Insee en 2022.
Elle est située hors unité urbaine. Par ailleurs la commune fait partie de l'aire d'attraction de Paris, dont elle est une commune de la couronne,.

### Occupation des sols
L'occupation des sols de la commune, telle qu'elle ressort de la base de données européenne d’occupation biophysique des sols Corine Land Cover (CLC), est marquée par l'importance des territoires agricoles (97,5 % en 2018), une proportion identique à celle de 1990 (97,5 %). La répartition détaillée en 2018 est la suivante : 
terres arables (93,6 %), zones agricoles hétérogènes (4 %), zones urbanisées (1,8 %), milieux à végétation arbustive et/ou herbacée (0,6 %). L'évolution de l’occupation des sols de la commune et de ses infrastructures peut être observée sur les différentes représentations cartographiques du territoire : la carte de Cassini (XVIIIe siècle), la carte d'état-major (1820-1866) et les cartes ou photos aériennes de l'IGN pour la période actuelle (1950 à aujourd'hui).

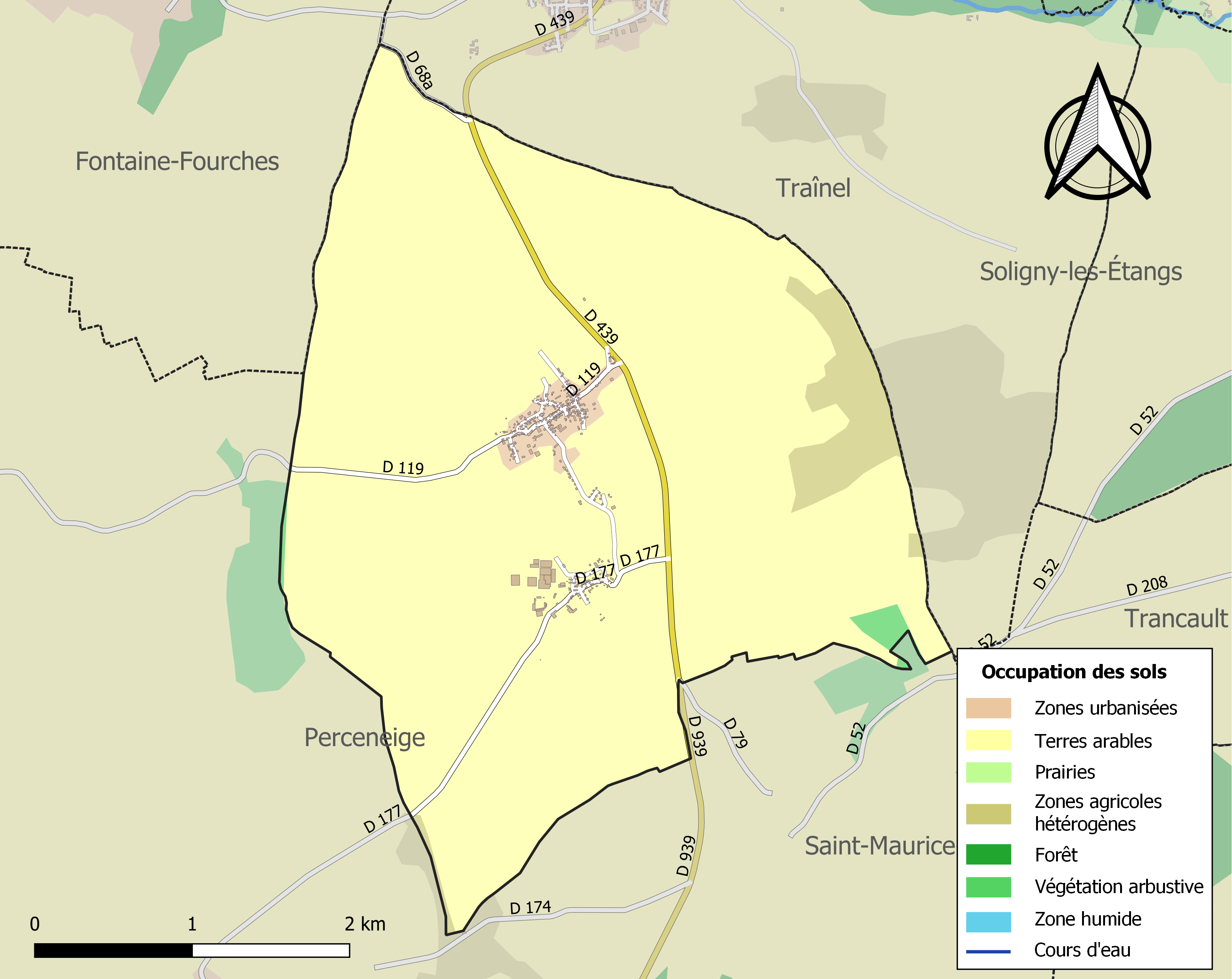
Carte des infrastructures et de l'occupation des sols de la commune en 2018 (CLC).

## Histoire
Le fief était mouvant de la seigneurie de Villeneuve-aux-Riches-Hommes.
- En 1316, Gilles de La Louptière possède une rente en fief sise à Villiers-sur-Seine.
- En 1346 et 1362, Gilles de la Louptière était seigneur du lieu.
- En 1491, Antoine de Melun, écuyer, seigneur de La Louptière.
- En 1507, Antoine de Melun, écuyer, est seigneur de La Louptière et du Bugnon en Gâtinais. Il constitue 100 livres de rente à Louis de Melun, licencié en lois et en décret, archidiacre de Sens, à prendre sur ses deux seigneuries, en présence de l'écuyer Giles de La Louptière.
- En 1541, Georges de Melun, écuyer, est seigneur en partie de La Louptière et y vit.
- En 1542, Louis de Melun seigneur de La Louptière, est de la compagnie de Monsieur de Vendôme. Il vit en 1545.
- En 1555, Georges et Quentin de Melun sont seigneurs de La Louptière.
- En 1571, Marin de Melun, écuyer, est seigneur de La Louptière.
- En 1637, Jehan de Melun est seigneur de La Louptière.
- Louise Granges (1633+1713), dame de La Louptière, veuve Debelle.

Le village accueille des activités artisanales diversifiées : maréchal (1483), couturier (1483), tixerant de toiles (1483), maître d'école (1670-1671), drapiers (1670-1692), tixerant en toiles (1517), maître couvreur (1686), couvreur (1755), couvreur de paille (1670-1766), couvreur en chaume (1726), couvreur de tuiles (1703).
Ensuite le fief est assez morcelé mais est rassemblé dans les mains de Louis Jodrillat, secrétaire du roi en 1773, d'une famille de Sens.
En 1789, la communauté relevait de l'intendance et de la généralité de Paris, de l'élection et du bailliage de Sens.

## Politique et administration
| Période                                  | Période  | Identité            | Étiquette | Qualité                                                           |
| ---------------------------------------- | -------- | ------------------- | --------- | ----------------------------------------------------------------- |
| 2008                                     | mai 2020 | M. Christian Triché | PS        | Retraité de l'enseignement Président de la Communauté de Communes |
| mai 2020                                 | En cours | Benoît Savourat     |           |                                                                   |
| Les données manquantes sont à compléter. |          |                     |           |                                                                   |

Depuis le 29 janvier 1790, jusqu'en l'an IX, la commune était du canton de Traînel.

## Démographie
L'évolution du nombre d'habitants est connue à travers les recensements de la population effectués dans la commune depuis 1793. Pour les communes de moins de 10 000 habitants, une enquête de recensement portant sur toute la population est réalisée tous les cinq ans, les populations de référence des années intermédiaires étant quant à elles estimées par interpolation ou extrapolation. Pour la commune, le premier recensement exhaustif entrant dans le cadre du nouveau dispositif a été réalisé en 2005.

En 2022, la commune comptait 300 habitants, en évolution de +3,09 % par rapport à 2016 (Aube : +0,7 %, France hors Mayotte : +2,11 %).
| 1793 | 1800 | 1806 | 1821 | 1831 | 1836 | 1841 | 1846 | 1851 |
| ---- | ---- | ---- | ---- | ---- | ---- | ---- | ---- | ---- |
| 375  | 374  | 391  | 320  | 355  | 364  | 366  | 387  | 387  |

| 1856 | 1861 | 1866 | 1872 | 1876 | 1881 | 1886 | 1891 | 1896 |
| ---- | ---- | ---- | ---- | ---- | ---- | ---- | ---- | ---- |
| 359  | 374  | 385  | 383  | 360  | 342  | 321  | 316  | 285  |

| 1901 | 1906 | 1911 | 1921 | 1926 | 1931 | 1936 | 1946 | 1954 |
| ---- | ---- | ---- | ---- | ---- | ---- | ---- | ---- | ---- |
| 268  | 254  | 244  | 218  | 208  | 218  | 187  | 187  | 182  |

| 1962 | 1968 | 1975 | 1982 | 1990 | 1999 | 2005 | 2006 | 2010 |
| ---- | ---- | ---- | ---- | ---- | ---- | ---- | ---- | ---- |
| 161  | 158  | 184  | 161  | 167  | 216  | 244  | 248  | 282  |

| 2015 | 2020 | 2022 | - | - | - | - | - | - |
| ---- | ---- | ---- | - | - | - | - | - | - |
| 291  | 290  | 300  | - | - | - | - | - | - |

## Lieux et monuments
- Église Saint-Jean-de-la-Porte-Latine de La Louptière-Thénard est inscrite à l'inventaire supplémentaire des monuments historiques. Édifiée au XVIe siècle, elle a été remaniée au XIXe siècle[18]. Elle abrite deux retables monumentaux en bois doré du XVIIIe siècle et un retable en pierre du XVIe siècle. L'un d'eux provient de Burgos. Il a été donné par Marguerite Thénard en 1917[18].
- Église du Plessis-Gatebled est romane (XIIe siècle) et comporte un hémicycle. La carène date du XVIe siècle et les boiseries des XVIIe siècle et XVIIIe siècle[18]. Elle est dédiée à saint Jacques le Majeur.
- La chapelle Notre-Dame-des-Bornes (XVIIIe siècle) servait de limite territoriale entre les seigneurs de Sognes (89) et du Plessis-Gatebled
- Un château est baillé en 1731 par Claude-Hubert de Fleurigny, seigneur marquis de Vallière, La Chapelle-sur-Oreuse et La Louptière, époux de Louise de Beaurepaire.
- Le buste et la maison où naquit Louis Jacques Thénard.

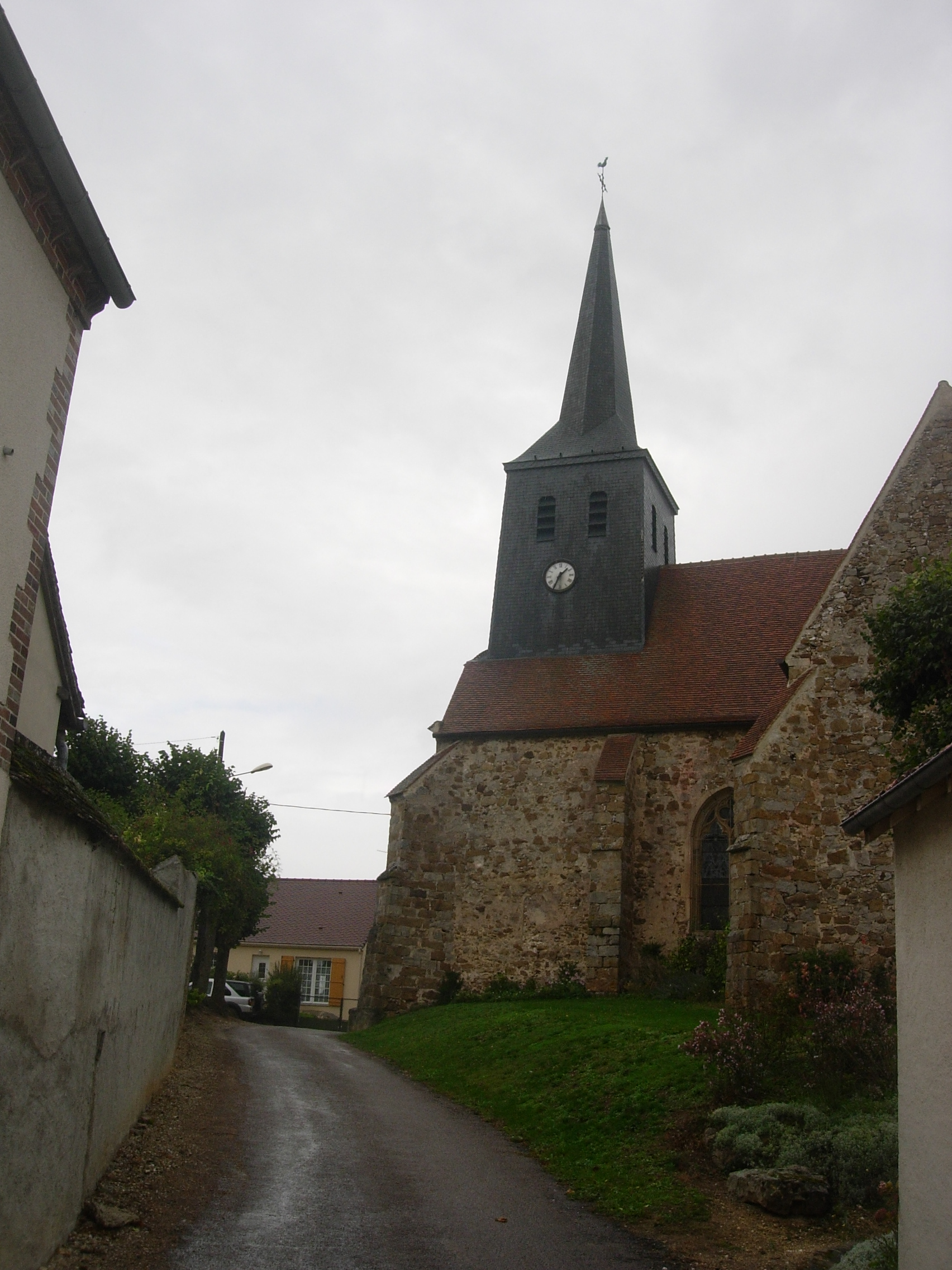
L'église.
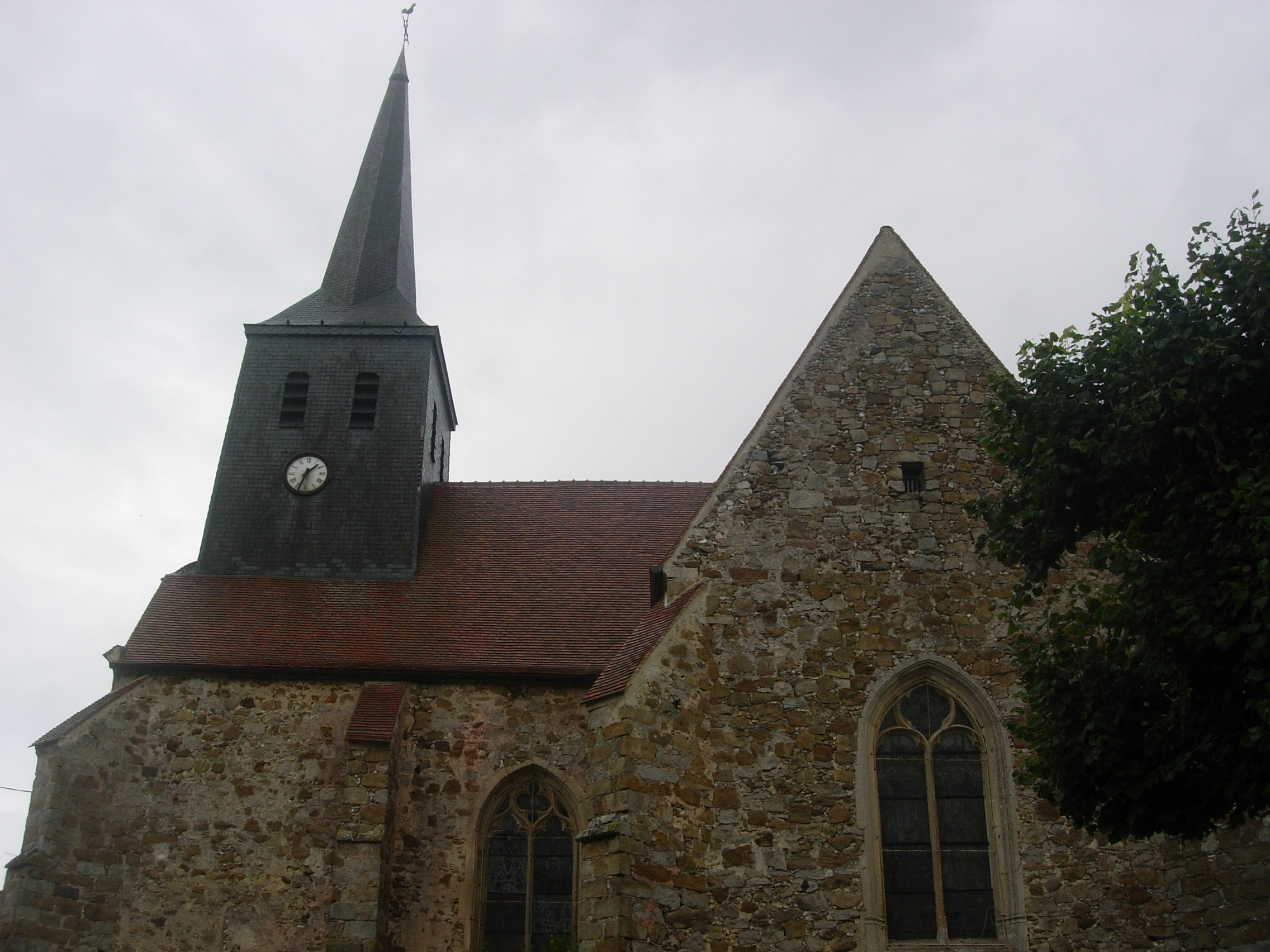
L'église.
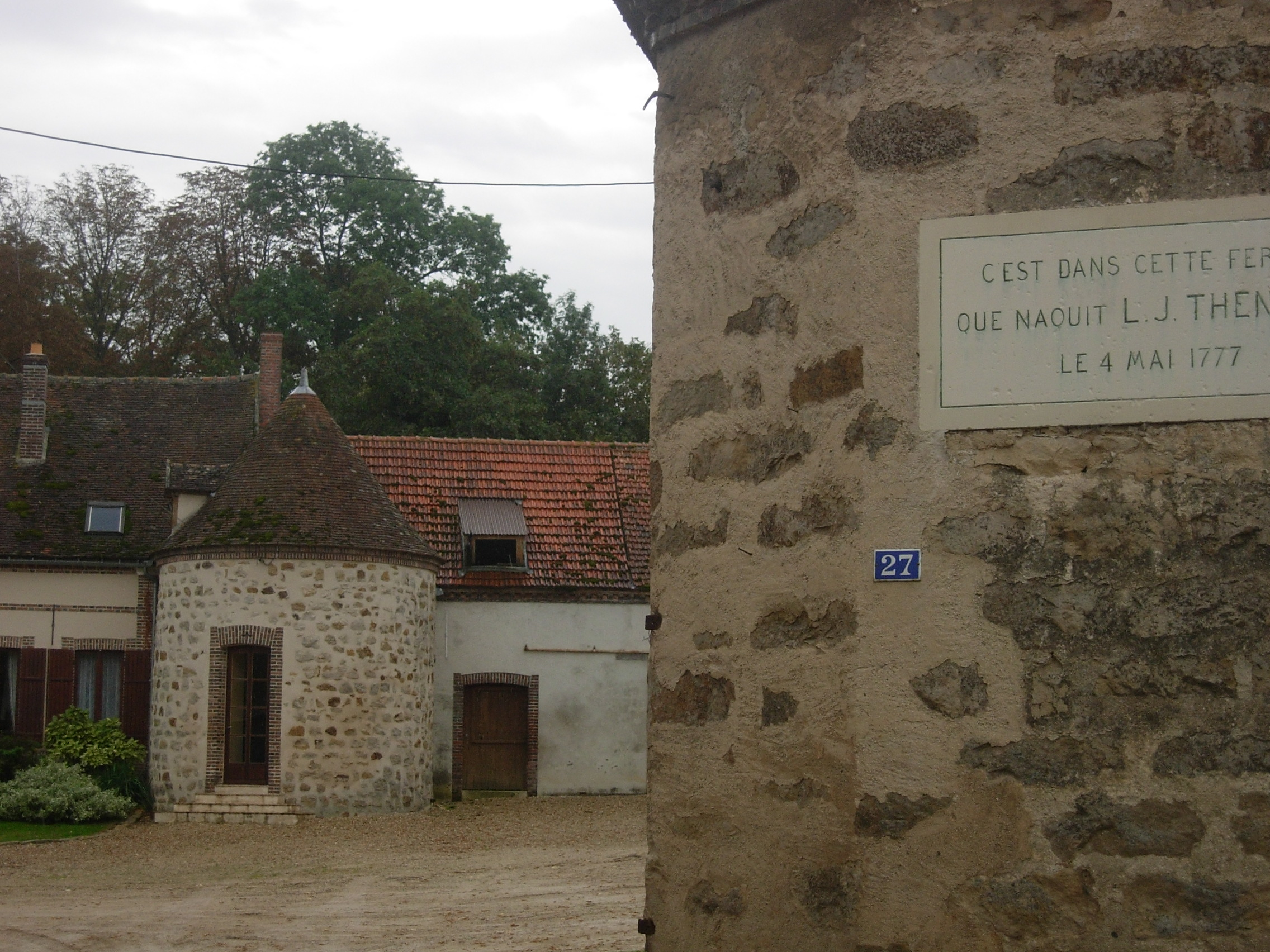
Maison natale du baron Thénard.
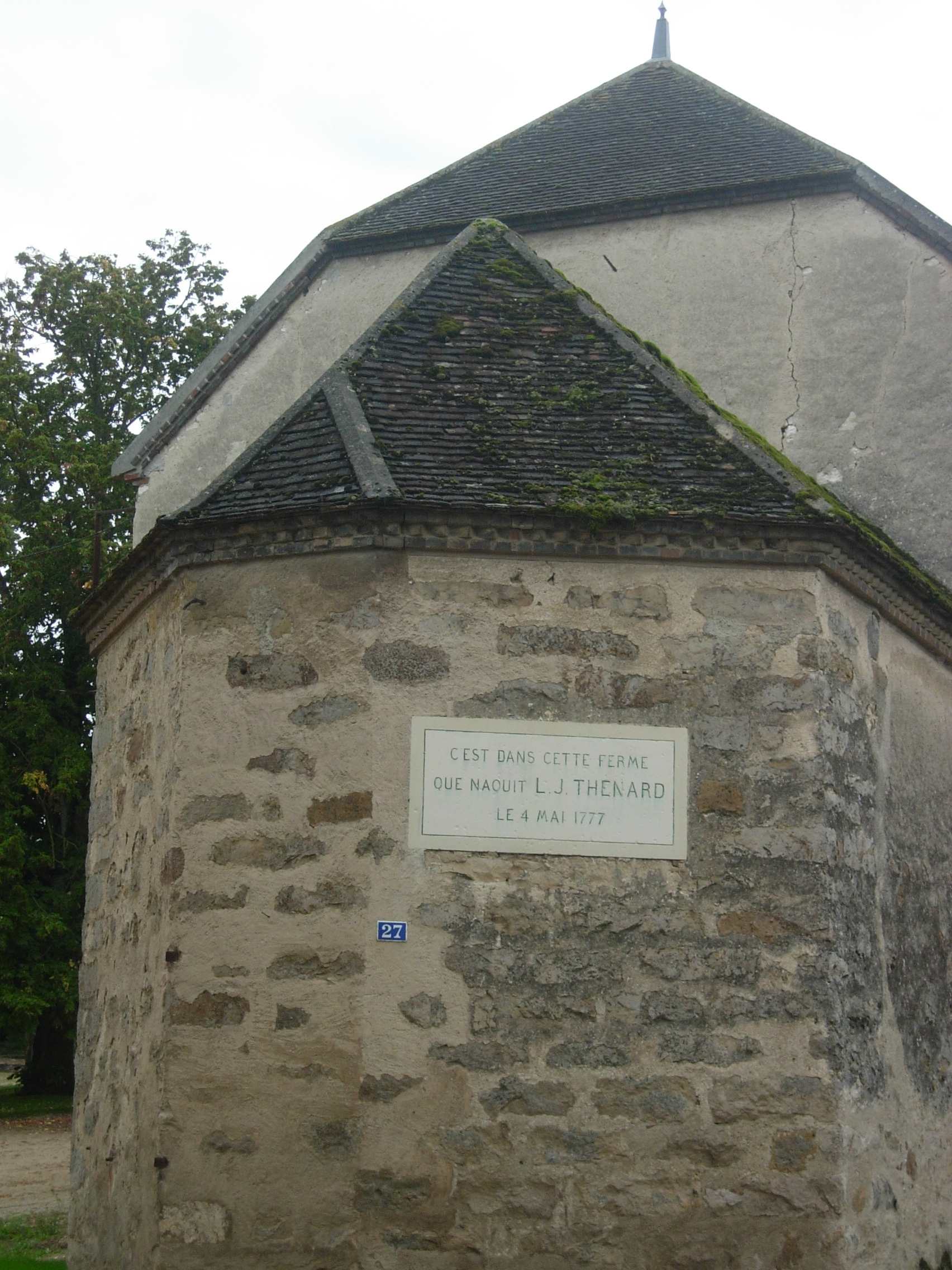
Maison natale du baron Thénard.

## Personnalités liées à la commune
- Jean-Charles de Relongue de La Louptière (1727-1784) salonnier et poète ;
- Louis Jacques Thénard (1777-1857), chimiste, professeur au Collège de France ;
- Mgr Paul Bertrand (1925-2022), évêque de Mende en 1989.